# Wendy Doniger
Wendy Doniger (New York, 20 novembre 1940) è un'indologa statunitense con una carriera accademica lunga mezzo secolo.
È una studiosa di sanscrito e della letteratura tradizionale indiana, la quale ha ricevuto due dottorati in Sanskrit and Indian Studies dalle due università più prestigiose del mondo, Harvard e Oxford. Ha insegnato a Harvard, a Oxford, alla School of Oriental and African Studies, e all'University of California Berkeley. Ha ricevuto 7 lauree ad honorem (una da Harvard). È nel medesimo tempo autrice, traduttrice, e editrice. Nella sua prolifica carriera ha pubblicato più di 40 libri.
Le sue opere più importanti sono: Siva. L'asceta erotico, Le origini del male nella mitologia indù , Gli indù. Una storia alternativa. Wendy Doniger dal 1978 insegna all'University of Chicago, dove detiene la cattedra di "Mircea Eliade Distinguished Service Professor of History of Religions" afferente alla Divinity School, al Department of South Asian Languages and Civilizations, e al Committee of Social Thought. Nel 1998 è stata presidente dell'Association for Asian Studies.

## Biografia
Wendy Doniger è nata a New York da genitori ebrei non osservanti, e trascorse i primi anni della sua giovinezza a Great Neck (New York), dove il padre Lester L. Doniger lavorava come editore indipendente. Alla scuola superiore Wendy Doniger studiò danza sotto la guida di George Balanchine e Martha Graham.
Doniger si laureò in sanscrito e studi indiani (summa cum laude) al Radcliffe College nel 1962, e ottenne un M.A. alla prestigiosa Harvard Graduate School of Arts and Sciences nel 1963. Successivamente studiò in India con una borsa di studio della durata di 12 mesi assegnatale dall'American Institute of Indian Studies. Nel 1968 ricevette il Ph.D. dalla Harvard University, con una dissertazione intitolata "Asceticism and Sexuality in the Mythology of Siva", di cui fu relatore Daniel H. H. Ingalls. Nel 1973 ricevette il D. Phil. in Oriental Studies dalla Oxford University, con una dissertazione intitolata "The Origins of Heresy in Hindu Mythology", di cui fu relatore Robert Charles Zaehner.
Doniger detiene la "Mircea Eliade Distinguished Service Professor Chair in History of Religions" alla University of Chicago. È l'editore del giornale accademico History of Religions, della cui commissione editoriale ha fatto parte fin del 1979. Fu eletta presidente dell'American Academy of Religion nel 1985, e presidente dell'Association for Asian Studies nel 1997. È membro della commissione editoriale internazionale dell'Enciclopedia Britannica.

## Metodologia di ricerca
A partire dalla pubblicazione nel 1973 del suo primo acclamato libro, "Asceticism and Eroticism in the Mythology of Siva", Wendy Doniger è stata una protagonista senza eguali nell'ambito degli studi religiosi internazionali. Sulla base della sua conoscenza del sanscrito e della letteratura hindu, essa ha sviluppato un metodo d'analisi comparativo che attinge a un'ampia varietà di fonti: i miti greci, la Bibbia, la letteratura cavalleresca medievale, i drammi di William Shakespeare, ecc. Giustapponendo provocatoriamente i racconti di epoche e culture differenti, molte opere della Doniger deviano radicalmente dalla caratteristica ossessione accademica per i periodi storici e gli ambiti culturali circoscritti. Tuttavia, la visione globale che la studiosa ha acquisito non è a detrimento del suo meticoloso metodo di ricerca, per il quale si distinse nelle sue prime opere. Questa visione globale, al contrario, costituisce una nuova modalità di ricerca che è allo stesso tempo erudita, originale, ricca di umanità, e di un'arguzia corroborante. "The Implied Spider" è il suo lavoro più esplicito per quanto riguarda l'aspetto teorico-metodologico, e descrive il mito attraverso la metafora dello "sguardo", il quale può essere di due tipi: telescopico o microscopico. I miti, secondo l'autrice, operano nel punto d'incontro di queste prospettive antitetiche. Come telescopi, essi svelano le nostre umane esperienze condivise e i concetti universali che le esprimono. Come microscopi, essi indagano la peculiare, persino solipsistica, natura delle vite individuali. Il fatto che i miti si focalizzino su un'ampia gamma di argomenti ci permette quindi di stabilire connessioni, e "intrattenere conversazioni", tra culture eterogenee. Doniger afferma:
Doniger realizza questo delicato equilibrio tra la similarità e la differenza che coesistono nelle differenti narrazioni archetipiche rispettando le voci peculiari di testi appartenenti alle più disparate culture. Essa procede sempre induttivamente, pervenendo all'evidenza della nostra comune umanità solo dopo aver allineato accuratamente i dettagli di storie provenienti da società in tutto aliene l'una all'altra. Individuare ciò che è condiviso nei miti di diverse culture non vuol dire soccombere all'essenzialismo naif dei generalisti che pericolosamente elidono la differenza. Al contrario, la visione telescopica non deve mai essere separata da quella microscopica, poiché solo come aspetti complementari le verità di entrambe le prospettive vengono realizzate e rispettate. La convinzione della studiosa che tra distanti realtà sociali possano essere stabilite connessioni informa anche le sue numerose e autorevoli traduzioni, le quali hanno permesso a testi considerati "oscuri" linguisticamente e culturalmente di essere compresi e apprezzati. Fin dai suoi primi scritti, inoltre, si è conquistata una reputazione di traduttrice straordinaria, capace di rendere con fedeltà il testo originale in un limpido ed elegante inglese. Kees Bolle dice di lei:
All'abilità della Doniger di udire la voce del testo originale e di apprezzarne l'unicità, si deve aggiungere l'altra sua straordinaria qualità: l'eclettismo metodologico. Essa infatti si avvale delle più svariate strategie critiche: lo strutturalismo, la psicanalisi, la filosofia, la teologia, il femminismo, solo per fare alcuni esempi. Infine, si deve segnalare che la produzione prodigiosa della studiosa si estende oltre i suoi numerosi libri, includendo circa 240 articoli pubblicati.

## Riconoscimenti
- 2000. PEN Oakland/Josephine Miles Award, per l'eccellenza nella letteratura multiculturale (non-fiction), per Splitting the Difference
- 2002. Rose Mary Crawshay, premio conferito dalla British Academy per il miglior libro sulla Letteratura inglese scritto da una donna, per The Bedtrick
- 2008. Martin E. Marty, Public Understanding of Religion Award conferito dell'American Academy of Religion
- 2015. Charles Homer Haskins, Premio dell'American Council of Learned Societies[11]

## Opere

### Traduzioni (dal Sanscrito)
1975. Hindu Myths: A Sourcebook, Translated from the Sanskrit, Penguin Classics, Harmondsworth, OCLC 58791351
1981. The Rig Veda: An Anthology, 108 Hymns Translated from the Sanskrit, Penguin Classics, Harmondsworth OCLC 193695796
1990. Textual Sources for the Study of Hinduism, University of Chicago Press, Chicago, OCLC 180563797
1991. The Laws of Manu, with Brian K. Smith, Penguin Classics, Harmondsworth, OCLC 247059349
2002. Vatsyayana Kamasutra, with Sudhir Kakar, Oxford University Press, Oxford, OCLC 749003670
2006 The Lady of the Jewel Necklace and The Lady Who Shows Her Love (ossia Priyadarsika e Ratnavali), New York University Press, New York, OCLC 73955876

### Traduzioni (da altre lingue)
1983. Antigone, with David Grene, translation for the Court Theatre, Chicago
1988. Oresteia, with David Grene, translation for the Court Theatre, Chicago, OCLC 577754067
1991. Asian Mythologies, translation of Yves Bonnefoy's Dictionnaire des Mythologies, University of Chicago Press, Chicago, OCLC 924893716
1992. Roman and European Mythologies, translation of Yves Bonnefoy's Dictionaire des Mythologies, University of Chicago Press, Chicago, OCLC 924893708
1992. Greek and Egyptian Mythologies, translation of Yves Bonnefoy's Dictionaire des Mythologies, University of Chicago Press, Chicago, OCLC 924893675
1993. American, African, and Old European Mythologies, translation of Yves Bonnefoy's Dictionaire des Mythologies, University of Chicago Press, Chicago, OCLC 26973814

### Saggi
1973. Asceticism and Eroticism in the Mythology of Siva, Oxford University Press, Oxford, OCLC 837240833
1975. The Ganges, Macdonald Educational, London
1976. The Origins of Evil in Hindu Mythology, University of California, Berkeley, OCLC 249567270
1980. Women, Androgynes, and Other Mythical Beasts, University of Chicago Press, Chicago, OCLC 249394686
1984. Dreams, Illusion, and Other Realities, University of Chicago Press, Chicago, OCLC 612077284
1985. Tales of Sex and Violence: Folklore, Sacrifice, and Danger in the Jaiminiya Brahmana, University of Chicago Press, Chicago, OCLC 715928213
1988. Other Peoples' Myths: The Cave of Echoes, Macmillan, New York, OCLC 468880591
1998. The Implied Spider: Politics and Theology in Myth, Columbia University Press, New York, OCLC 758638233
1999. Splitting the Difference: Gender and Myth in Ancient Greece and India, University of Chicago Press, Chicago, OCLC 635336860
1999. Der Mann, der mit seiner eigenen Frau Ehebruch beging. Mit einem Kommentar von Lorraine Daston, Suhrkamp, Berlin, OCLC 43945431
2000. The Bedtrick. Tales of Sex and Masquerade, University of Chicago Press, Chicago, OCLC 61477716
2003. The Mares Trap: Nature and Culture in the Kamasutra, Prakash, OCLC 924760117
2005. The Woman Who Pretended to Be Who She Was: myths of self-imitation, Oxford University Press, New York, OCLC 70671504
2009. The Hindus: An Alternative History, Penguin, New York, OCLC 698575971
2014. On Hinduism, Oxford University Press, New York, OCLC 941071604
2016. Redeeming the Kamasutra, Oxford University Press, New York, OCLC 946010520
2017. The Ring of Truth And Other Myths of Sex and Jewelry, Oxford University Press, New York, OCLC 994870196
2018. Against Dharma. Dissent in the Ancient Indian Sciences of Sex and Politics, (The Terry Lectures), Yale University Press, OCLC 1002129772

### Co-authorship e Collaborazioni
1978. The Concept of Duty In South Asia, (with J.D.M. Derrett), School of Oriental and African Studies, London, OCLC 251703988
1979. The Critical Study of Sacred Texts, Graduate Theological Union, Berkeley, OCLC 5776177
1980. Karma and Rebirth in Classical Indian Traditions, University of California Press, Berkeley, OCLC 750884908
1983. Elephanta: The Cave of Siva, (with C. Berkson and G. Michell), Princeton University Press, Princeton, OCLC 50557013
1986. Religion and Change, History of Religion, Chicago, OCLC 226589341
1989. Animals in Four Worlds: Sculptures from India, (with G. Michell and S. Snead), University of Chicago Press, Chicago, OCLC 474668088
1993. Purana Perennis: Reciprocity and Transformation in Hindu and Jaina Texts, (essays by various authors), SUNY Press, OCLC 470148990
1995. Off with Her Head! The Denial of Women's Identity in Myth, Religion, and Culture, (with H. Elberg-Schwartz), University of California Press, Berkeley, OCLC 813712654
1996. Myth and Method, (with L. Patton), University of Virginia Press, OCLC 34516050
2015. The Norton Anthology of World Religions: Hinduism, (with J. Miles), Norton, New York, OCLC 951413708

## Edizioni in italiano
1996. Le Leggi di Manu, (a cura di W. Doniger), Adelphi, Milano, OCLC 164746015
1989. Dall'ordine il caos. Miti dell'Induismo, (a cura di W. Doniger), Guanda, Parma, OCLC 799809302
1997. Siva. L'asceta erotico, Adelphi, Milano, OCLC 878683533
2002. Le origini del male nella mitologia indù, Adelphi, Milano, OCLC 636189121
2003. Kamasutra, (a cura di W. Doniger), Adelphi, Milano, OCLC 955674944
2003. La trappola della giumenta. Una sequenza di immagini erotiche del Bîkâner, (a cura di W. Doniger), Adelphi, Milano, OCLC 799437471
2003. I miti degli altri. La caverna degli echi, Adelphi, Milano, OCLC 636348504
2005. Sogni, illusioni e altre realtà, Adelphi, Milano, OCLC 635558559
2009. La differenza sdoppiata. Identità sessuale e mito nella Grecia e nell'India antiche, Adelphi, Milano, OCLC 800443092
2015. Gli indù. Una storia alternativa, Adelphi, Milano, OCLC 909307007